# Ranieri Bustelli
Ranieri Bustelli (Tuscania, 12 febbraio 1898 – Firenze, 30 aprile 1974) è stato un illusionista italiano, mago e prestigiatore del XX secolo.

## Biografia
Ranieri Bustelli nasce a Tuscania il 12 febbraio 1898 da una famiglia di nobili legami. È l'ultimo di quattro figli che Alberto e Benilde Lucchetti hanno avuto dopo Giuseppe, Amelia e Ines.
La famiglia Bustelli non ha radici a Tuscania, proviene dalla vicina Tarquinia, e vi rimane per pochi anni dopodiché si trasferisce a Roma. Qui, Ranieri inizia quell'avventura che lo porterà in tournée per mezzo mondo e ne farà un maestro e modello per maghi e prestigiatori.
Il giovane Ranieri non è molto brillante a scuola, tuttavia compie gli studi primari e parte di quelli secondari; cosa non da poco per quei tempi.
A Roma entra in contatto con alcuni personaggi dello spettacolo, come il giocoliere e saltimbanco Amedeo Bernardini, che probabilmente gli suscita la passione per il gioco di prestigio. Successivamente è allievo anche di Luigi Piovano e Luigi Giovenzana.
A 18 anni debutta in uno spettacolo di varietà e poco dopo crea una sua compagnia con la quale gira l'Italia presentando spettacoli di illusionismo e giochi di prestigio. In seguito, nel periodo che abbraccia gli anni venti e trenta, il suo successo si consolida grazie alle sue innate doti di prestigiatore ma anche di uomo di spettacolo a tutto tondo: è fra i primi in Italia a concepire e proporre l'illusionismo e la magia in modo completo e moderno, con intermezzi comici e artistici di vario tipo. Fra il 1948 e il 1949 si esibisce per 4 mesi al teatro Adriano di Roma, sempre con un successo strepitoso di pubblico e con incassi record.
Nei primi anni cinquanta esegue tournée in vari stati europei ed anche in Canada. In una scena epica del film Ladri di biciclette con Vittorio De Sica appare il manifesto di un suo spettacolo.
Si ritira dalle scene nel 1955, contribuendo comunque alla fondazione del Club Magico Italiano, di cui fu anche presidente.
Il suo modo raffinato di presentarsi al pubblico e la sua innata classe contribuirono a creare lo stereotipo del mago in frac, cilindro e mantello che poi si affermò. È considerato un maestro ed un precursore da diversi prestigiatori moderni, tra i quali Silvan. 
Muore a Firenze il 30 aprile 1974.
Il 12 febbraio 2018 gli viene intitolato il piccolo ponte che collega Via Faentina alla Piazza del Parterre nei pressi della Chiesa della Madonna della Tosse a Firenze.
Una via di Tuscania, suo paese natale, è intitolata a lui.

## Film e documentari
- 2014 - Il Mago dei Maghi. La vita straordinaria di Ranieri Bustelli - (Valeria E. Russo)